# Carlo Avarna di Gualtieri
Carlo Avarna di Gualtieri (* 1757 in Palermo; † 18. Mai 1836 in Neapel) war ein italienischer Politiker und Präsident des Rates des Königreichs beider Sizilien.

## Leben
Er stammte aus einer alten sizilianischen Adelsfamilie ab, war Marchese von Castania, Herzog von Gualtieri und Baron von Sicaminò Grappida.
Während des Aufenthalts von König Ferdinand III. von Sizilien in Palermo, der nach dem Verlust des kontinentalen Teils des Königreichs in der napoleonischen Ära auf die Insel geflüchtet war, wurde Carlo Avarna, Beamter des Königreichs Sizilien, Minister der Königlichen Gesellschaft von Messina (26. Oktober 1800) und dann Generalkonservator des Real Patrimonio (dt. königlichen Erbe) (4. Juli 1810). Als 1812 auf Druck des englischen Botschafters Bentinck in Sizilien eine Verfassung verkündet wurde, die nach englischem Vorbild die Privilegien des Adels gegenüber denen des Königs stärkte, stellte sich Avarna auf die Seite des Königs gegen die sizilianische Aristokratie und zog damit deren Hass auf sich. So urteilte Niccolò Palmeri, einer der überzeugtesten Befürworter der sizilianischen Autonomie und der sizilianischen Verfassung von 1812, über ihn:

„Carlo Avarna, Herzog von Gualtieri, war Innenminister. In der Laufbahn der Magistrate, die er durchlaufen hatte, galt er stets als rechtschaffener Mann, aber arm an Verstand und unfähig, die privaten Angelegenheiten der Bürger klar zu sehen und zweckmäßig zu entscheiden; noch weniger war er in den Staatsangelegenheiten fähig. In der Überzeugung, dass die Autorität der Könige ebenso unbegrenzt ist wie die Gottes, brachte er mit derselben Freimütigkeit, mit der man zur Zeit Diokletians ins Martyrium ging, um sich die göttliche Gnade zu verdienen, die öffentliche Empörung auf sich, um sich die Gnade des Königs zu verdienen.“

Avarna hielt sich während der von Bentinck eingesetzten Regierung unter der Leitung des Fürsten von Belmonte vom politischen Leben fern. Als jedoch im Februar 1813 die Regierung Belmonte stürzte und König Ferdinand an die Macht zurückkehrte, der zu diesem Zeitpunkt seinen Sohn Francesco zum Vikar ernannt hatte, wurde Carlo Avarna zum Innenminister ernannt und blieb bis 1815 im Amt. Er war auch der erste, der das Ministerium für sizilianische Angelegenheiten im Königreich beider Sizilien innehatte (1820). Im Jahr 1831 wurde er als Nachfolger von Donato Tommasi Präsident des Rates des Königreichs beider Sizilien. Er bekleidete dieses Amt bis zu seinem Tod, woraufhin Girolamo Ruffo zum Interimspräsidenten des Rates ernannt wurde.

## Ehrungen
Januariusorden